# Ristedt (Klötze)
Ristedt ist Ortschaft und Ortsteil der Stadt Klötze im Altmarkkreis Salzwedel in Sachsen-Anhalt.

## Geographie

### Lage
Ristedt, ein Haufendorf mit Kirche, liegt sechs Kilometer nordwestlich von Klötze in der Altmark. In westlicher Richtung liegen der 62 Meter hohe Springelsberg und der 92 Meter hohe Hüttenberg. Durch Ristedt fließt die Riete, die über den Hilgengraben in die Jeetze strömt.

### Ortschaftsgliederung
Zur Ortschaft gehören die Ortsteile Ristedt und Neu-Ristedt.

## Geschichte

### Mittelalter bis Neuzeit
Die erste urkundliche Erwähnung als ristede mit fünf Höfen stammt aus dem Jahre 1112, als der Bischof Reinhard von Halberstadt die Übertragung des von ihm in Osterwieck gegründeten Klosters nach Hamersleben genehmigte. Im Jahre 1465 wurde Bernhard von der Schulenburg durch den Kurfürsten Friedrich mit Einnahmen aus dem Dorf Ristedte belehnt. 1526 wurden Deutzschen Rytstede und eine wüste Feldmark wendischen Rytstede genannt.
Ristedt 1626 wurde im Dreißigjährigen Krieg von den Dänen geplündert, 1627 von Tillys Landsknechten geplündert und 1630 zerstörten Wallensteins Truppen Ristedt vollständig und plünderten die Kirche restlos aus, einschließlich der Glocke. Jodocus Temme berichtet über den Dieb, einen Offizier, in der Sage Die gestohlene Glocke in Ristedt: Dafür ist es ihm denn auch in seinen letzten Tagen schlecht ergangen, indem ihn das Ungeziefer aufgefressen hat.

### Herkunft des Ortsnamens
Franz Mertens schlägt mehrere Sprachen als Herkunft für den Namen vor: althochdeutsch recrise, mittelniederdeutsch risch oder hannöversch rische, übersetzt als die Binse. Der Ort hieße also Binsenstätte, also eine Stätte, wo diese Art von Gräsern wächst. Andere übersetzen den Ortsnamen als Stelle am Ried.

### Eingemeindungen
Bis 1807 gehörte das Dorf zum Salzwedelischen Kreis der Mark Brandenburg in der Altmark. Danach lag es ab 1807 im Kanton Klötze und ab 1808 bis 1816 im Kanton Jübar auf dem Territorium des napoleonischen Königreichs Westphalen. Ab 1816 gehörte die Gemeinde zum Kreis Salzwedel, dem späteren Landkreis Salzwedel.
Am 25. Juli 1952 wurde die Gemeinde Ristedt in den Kreis Klötze umgegliedert. Am 1. Juli 1994 wurde Ristedt dem Altmarkkreis Salzwedel zugeordnet.
Durch einen Gebietsänderungsvertrag beschloss der Gemeinderat der Gemeinde Ristedt am 5. Januar 2009, dass die Gemeinde Ristedt in die Stadt Klötze eingemeindet wird. Dieser Vertrag wurde vom Landkreis als unterer Kommunalaufsichtsbehörde genehmigt und trat am 1. Januar 2010 in Kraft.
Nach Eingemeindung der bisher selbstständigen Gemeinde Ristedt wurden Neu Ristedt und Ristedt Ortsteile der Stadt Klötze. Für die eingemeindete Gemeinde wurde die Ortschaftsverfassung nach den §§ 86 ff. Gemeindeordnung Sachsen-Anhalt eingeführt. Die eingemeindete Gemeinde Ristedt und künftigen Ortsteile Neu Ristedt und Ristedt wurden zur Ortschaft der aufnehmenden Stadt Klötze. In der eingemeindeten Gemeinde und nunmehrigen Ortschaft Ristedt wurde ein Ortschaftsrat mit drei Mitgliedern einschließlich Ortsbürgermeister gebildet.

### Einwohnerentwicklung

#### Gemeinde
| Jahr | Einwohner |
| ---- | --------- |
| 1734 | 102       |
| 1774 | 171       |
| 1789 | 173       |
| 1798 | 135       |
| 1801 | 136       |
| 1818 | 156       |
| 1840 | 337       |
| 1864 | 400       |
| 1871 | 435       |
| 1885 | 356       |

| Jahr | Einwohner |
| ---- | --------- |
| 1892 | [00]376   |
| 1895 | 398       |
| 1900 | [00]282   |
| 1905 | 401       |
| 1910 | [00]412   |
| 1925 | 403       |
| 1939 | 351       |
| 1946 | 504       |
| 1964 | 338       |
| 1971 | 331       |

| Jahr | Einwohner |
| ---- | --------- |
| 1981 | 275       |
| 1985 | [00]263   |
| 1990 | [00]264   |
| 1993 | 258       |
| 1995 | [00]264   |
| 2000 | [00]259   |
| 2002 | [00]260   |
| 2006 | [00]241   |
| 2008 | [00]242   |
| 2009 | [00]244   |

Quelle, wenn nicht angegeben, bis 1993:

#### Ortsteil
| Jahr | Einwohner |
| ---- | --------- |
| 2017 | 128       |
| 2018 | [00]141   |
| 2020 | [00]122   |
| 2021 | [00]128   |
| 2022 | [0]137    |
| 2023 | [0]136    |

## Religion
- Die evangelischen Christen der Kirchengemeinde Ristedt, die früher zur Pfarrei Ristedt gehörte,[21] werden heute betreut vom Pfarrbereich Beetzendorf im Kirchenkreis Stendal im Bischofssprengel Magdeburg der Evangelischen Kirche in Mitteldeutschland.[22]
- Die ältesten überlieferten Kirchenbücher für Ristedt stammen aus dem Jahre 1645[23] oder 1652.[24]
- Die katholischen Christen aus Ristedt gehören zur katholischen Filialkirchengemeinde Beetzendorf[25] mit der Kirche Mariä Himmelfahrt (Beetzendorf). Sie gehört zur Gardelegener Pfarrei „St. Hildegard“ im Dekanat Stendal des Bistums Magdeburg.[26]

## Politik

### Ortsbürgermeister
Ortsbürgermeister der Ortschaft Ristedt ist seit Juli 2024 Enrico Liebert.
Sein Vorgänger Hans-Jürgen Beckmann war auch der letzte Bürgermeister der Gemeinde Ristedt.

### Ortschaftsrat
Bei der Ortschaftsratswahl am 9. Juni 2024 errang die „Unabhängige Wählergruppe Ristedt“ alle 3 Sitze. Gewählt wurden eine Ortschaftsrätin und zwei Räte. Die Wahlbeteiligung betrug 78,98 Prozent.

## Kultur und Sehenswürdigkeiten
- Die evangelische Dorfkirche Ristedt ist ein neuromanischer Feldsteinbau aus dem Jahr 1888. Von dem spätromanischen Ursprungsbau ist nur der Westquerturm erhalten.[29]
- In Ristedt steht ein fünfteiliges Denkmal aus rotem Sandstein an der Hauptstraße für die Gefallenen des Ersten und Zweiten Weltkrieges.[30]

### Vereine
- Reitgemeinschaft Ristedt e. V.
- Schützenverein Ristedt e. V.
- Freiwillige Feuerwehr Ristedt e. V.
- Junge Gemeinschaft Altmark e. V.

### Regelmäßige Veranstaltungen
- Schützenfest des Schützenvereins Ristedt im April
- OPEN YEAH! Festival der Jungen Gemeinschaft Altmark Anfang August

## Wirtschaft und Infrastruktur

### Verkehr
Die in sechs Kilometern Entfernung westlich verlaufende Bundesstraße 248 führt von Salzwedel nach Wolfsburg.